# Noyz Narcos
Noyz Narcos (* 15. Dezember 1979 in Rom als Emanuele Frasca) ist ein italienischer Rapper. Er gilt als einer der einflussreichsten Rapper des Landes.

## Karriere
Noyz Narcos war im Hip-Hop zunächst als Writer tätig, abgesehen von kleineren Versuchen im Freestyle-Rap. Seine Karriere als Rapper begann er Anfang der 2000er-Jahre im römischen Rapkollektiv Truceklan, wobei er mit Metal Carter, Cole und Dj Kimo Yano die Truceboys bildete. Die Gruppe erreichte große Bekanntheit in der Hip-Hop-Szene und beeinflusste die Entwicklung des Rap in Italien nachhaltig. 2005 veröffentlichte er mit Non dormire sein erstes Soloalbum. Es folgten das Kollaboalbum La calda notte mit Chicoria (2006) sowie 2007 Verano zombie.
Parallel zu seiner Solo-Tätigkeit blieb Noyz Narcos auch im Kollektiv aktiv und war 2008 an der Kompilation Ministero dell’inferno beteiligt. 2010 erschien sein nächstes Soloalbum Guilty, auf dem er mit vielen im Mainstream erfolgreichen Rappern zusammenarbeitete, darunter Club Dogo, Marracash und Fabri Fibra. Der eigene Mainstream-Durchbruch gelang ihm 2013 mit dem Album Monster im Verleih von Sony, das die Top 10 der Charts erreichte. Nach einer Neuauflage des Albums 2014 begann Noyz Narcos eine Zusammenarbeit mit dem Produzenten Fritz da Cat, aus der 2015 das Album Localz Only hervorging (nun im Verleih von Universal).
Nach einer Pause veröffentlichte der Rapper 2018 Enemy, sein voraussichtlich letztes Album, auf dem er auch mit Vertretern der „neuen Generation“ (etwa Capo Plaza und Rkomi) zusammenarbeitete. Es wurde sein erstes Nummer-eins-Album.

## Diskografie

### Alben
- 2005: Non dormire
- 2006: La calda notte (mit Chicoria)
- 2007: Verano zombie

| Jahr | Titel Musiklabel                   | Höchstplatzierung, Gesamtwochen, AuszeichnungChartplatzierungen (Jahr, Titel, Musiklabel, Platzierungen, Wochen, Auszeichnungen, Anmerkungen) | Höchstplatzierung, Gesamtwochen, AuszeichnungChartplatzierungen (Jahr, Titel, Musiklabel, Platzierungen, Wochen, Auszeichnungen, Anmerkungen) | Anmerkungen                                                             |
| Jahr | Titel Musiklabel                   | IT | CH | Anmerkungen                                                             |
| ---- | ---------------------------------- | --- | --- | ----------------------------------------------------------------------- |
| 2010 | Guilty Propaganda Agency           | IT31 (3 Wo.)IT | — | Charteinstieg IT: 2018                                                  |
| 2013 | Monster Thaurus (Believe)          | IT7 (12 Wo.)IT | — | Erstveröffentlichung: 9. April 2013                                     |
| 2014 | Monster Reloaded Thaurus (Believe) | IT19 Platin · (3 Wo.)IT | — | Erstveröffentlichung: 28. Oktober 2014 Verkäufe: + 50.000               |
| 2015 | Localz Only Universal Music Italy  | IT4 Gold · (15 Wo.)IT | — | Erstveröffentlichung: 1. Juni 2015 Verkäufe: + 25.000; mit Fritz da Cat |
| 2018 | Enemy Thaurus (UMG)                | IT1 ×2Doppelplatin · (78 Wo.)IT | — | Erstveröffentlichung: 13. April 2018 Verkäufe: + 100.000                |
| 2022 | Virus Thaurus (Believe)            | IT1 Platin · (45 Wo.)IT | CH20 (1 Wo.)CH | Erstveröffentlichung: 14. Januar 2022 Verkäufe: + 50.000                |
| 2023 | Cvlt Columbia Records (SME)        | IT1 ×2Doppelplatin · (55 Wo.)IT | CH13 (2 Wo.)CH | Erstveröffentlichung: 3. November 2023 Verkäufe: + 100.000; mit Salmo   |

### Singles
| Jahr | Titel Album                      | Höchstplatzierung, Gesamtwochen, AuszeichnungChartsChartplatzierungen (Jahr, Titel, Album, Platzierungen, Wochen, Auszeichnungen, Anmerkungen) | Anmerkungen                                               |
| Jahr | Titel Album                      | IT | Anmerkungen                                               |
| --- | -------------------------------- | --- | --------------------------------------------------------- |
| 2018 | Sinnò me moro Enemy              | IT16 Gold · (3 Wo.)IT | Erstveröffentlichung: 30. März 2018 Verkäufe: + 25.000    |
| 2022 | Cry Later Virus                  | IT5 Gold · (3 Wo.)IT | Verkäufe: + 50.000; feat. Sfera Ebbasta & Luchè           |
| Folgende Lieder erschienen nicht als Single, wurden aber durch das Album zum Download und Streaming bereitgestellt und konnten somit eine Platzierung erlangen: |                                  | |                                                           |
| |                                  | |                                                           |
| 2018 | Mic Check Enemy                  | IT5 Gold · (4 Wo.)IT | Verkäufe: + 25.000; feat. Salmo                           |
| 2018 | Casa mia Enemy                   | IT6 Platin · (3 Wo.)IT | Verkäufe: + 50.000; feat. Luchè & Capo Plaza              |
| 2018 | Borotalco Enemy                  | IT11 Gold · (2 Wo.)IT | Verkäufe: + 25.000; feat. Carl Brave x Franco 126         |
| 2018 | Sputapalline Enemy               | IT19 (1 Wo.)IT | feat. Coez                                                |
| 2018 | R.I.P. Enemy                     | IT22 (1 Wo.)IT | feat. Achille Lauro                                       |
| 2018 | Inri Enemy                       | IT30 (1 Wo.)IT |                                                           |
| 2018 | Matanza Enemy                    | IT32 (1 Wo.)IT | feat. Rkomi                                               |
| 2018 | Niente x niente Enemy            | IT38 (1 Wo.)IT |                                                           |
| 2018 | Vato loco Enemy                  | IT54 (1 Wo.)IT |                                                           |
| 2018 | Mark Renton Enemy                | IT59 (1 Wo.)IT |                                                           |
| 2018 | Enemy                            | IT62 (1 Wo.)IT |                                                           |
| 2018 | Lone Star Enemy                  | IT64 (1 Wo.)IT |                                                           |
| 2018 | Training Day Enemy               | IT91 (1 Wo.)IT |                                                           |
| 2021 | Buonanotte Obe                   | IT4 Platin · (4 Wo.)IT | Verkäufe: + 100.000; mit Mace & Franco126 feat. Side Baby |
| 2022 | Volante 4 Virus                  | IT16 (2 Wo.)IT | feat. Ketama126 & Franco126                               |
| 2022 | No Ratz Virus                    | IT17 (2 Wo.)IT | feat. Gué & Capo Plaza                                    |
| 2022 | Uomo a terra Virus               | IT21 (2 Wo.)IT |                                                           |
| 2022 | Foot Locker Virus                | IT22 (2 Wo.)IT | feat. Geolier                                             |
| 2022 | Virus                            | IT28 (1 Wo.)IT |                                                           |
| 2022 | Spine Virus                      | IT31 (1 Wo.)IT | feat. Coez                                                |
| 2022 | Welcome Back Virus               | IT33 (1 Wo.)IT | feat. Raekwon                                             |
| 2022 | Verano Zombie pt.3 Virus         | IT34 (1 Wo.)IT | feat. Gemello & Metal Carter                              |
| 2022 | Dope Boy Virus                   | IT37 Gold · (1 Wo.)IT | Verkäufe: + 50.000; feat. Night Skinny                    |
| 2022 | Blister Virus                    | IT39 (1 Wo.)IT | feat. Franco126                                           |
| 2022 | Daytona 2000 Virus               | IT66 (1 Wo.)IT | feat. Rasty Kilo                                          |
| 2022 | Victory Lap Virus                | IT68 (1 Wo.)IT |                                                           |
| 2022 | Worst Way Virus                  | IT69 (1 Wo.)IT | feat. Cam’ron                                             |
| 2022 | War Games Virus                  | IT75 (1 Wo.)IT |                                                           |
| 2022 | Money Bagz Virus                 | IT81 (1 Wo.)IT | feat. Speranza                                            |
| 2022 | Sotto voce Blocco 181 (Sampler)  | IT71 (1 Wo.)IT |                                                           |
| 2023 | Traphouse Virus (Deluxe)         | IT85 (1 Wo.)IT | feat. Massimo Pericolo & Sine                             |
| 2023 | Respira Cvlt                     | IT2 Gold · (4 Wo.)IT | Verkäufe: + 100.000; mit Salmo feat. Marracash            |
| 2023 | Cvlt                             | IT3 Gold · (3 Wo.)IT | Verkäufe: + 50.000; mit Salmo feat. Kid Yugi              |
| 2023 | Anthem Cvlt                      | IT4 Gold · (3 Wo.)IT | Verkäufe: + 50.000; mit Salmo                             |
| 2023 | Incubi Cvlt                      | IT7 (3 Wo.)IT | mit Salmo                                                 |
| 2023 | My Love Song 2 Cvlt              | IT9 Gold · (3 Wo.)IT | Verkäufe: + 50.000; mit Salmo feat. Coez & Frah Quintale  |
| 2023 | Cringe Cvlt                      | IT10 (2 Wo.)IT | mit Salmo                                                 |
| 2023 | Miracolo Cvlt                    | IT11 (2 Wo.)IT | mit Salmo                                                 |
| 2023 | Brujeria Cvlt                    | IT14 (2 Wo.)IT | mit Salmo                                                 |
| 2023 | Croci € cristi Cvlt              | IT20 (2 Wo.)IT | mit Salmo                                                 |
| 2023 | Kilometri Cvlt                   | IT23 (1 Wo.)IT | mit Salmo                                                 |
| 2023 | Grindhouse Cvlt                  | IT25 (2 Wo.)IT | mit Salmo                                                 |
| 2023 | Maledetti Cvlt                   | IT26 (1 Wo.)IT | mit Salmo                                                 |
| 2023 | Matrioska Cvlt                   | IT31 (1 Wo.)IT | mit Salmo                                                 |
| 2023 | Nightcrawlers Cvlt               | IT33 (1 Wo.)IT | mit Salmo                                                 |
| 2023 | La fine Cvlt                     | IT39 (1 Wo.)IT | mit Salmo                                                 |
| 2024 | Hotline Cvlt – Hellraisers       | IT20 (1 Wo.)IT | mit Salmo feat. Sine & Lazza                              |
| 2024 | Rap Money Cvlt – Hellraisers     | IT39 (1 Wo.)IT | mit Salmo feat. Guè                                       |
| 2024 | Non mit passa Cvlt – Hellraisers | IT59 (1 Wo.)IT | mit Salmo feat. Gemitaiz                                  |
| 2024 | L’odio Cvlt – Hellraisers        | IT71 (1 Wo.)IT | mit Salmo feat. Sine                                      |
| 2024 | Hellraisers Cvlt – Hellraisers   | IT75 (1 Wo.)IT | mit Salmo                                                 |

Weitere Singles
- 2005: Butterfly Knife – Gold (50.000+)[4]
- 2010: Zoo de Roma – Gold (50.000+)[4]
- 2013: My Love Song – Platin (100.000+)[4]
- 2013: Attica – Gold (50.000+)[4]
- 2017: Lobo – Gold (25.000+)[4]

### Gastbeiträge
| Jahr | Titel Album                     | Höchstplatzierung, Gesamtwochen, AuszeichnungChartsChartplatzierungen (Jahr, Titel, Album, Platzierungen, Wochen, Auszeichnungen, Anmerkungen) | Anmerkungen                                                                                               |
| Jahr | Titel Album                     | IT | Anmerkungen                                                                                               |
| --- | ------------------------------- | --- | --- |
| 2011 | Le leggende non muoiono mai –   | IT68 (3 Wo.)IT | Don Joe & Shablo feat. Fibra, J-Ax, Guè Pequeno, Jake La Furia, Marracash, Noyz Narcos, Francesco Sarcina |
| 2017 | Dope Games Pezzi                | IT43 (1 Wo.)IT | Erstveröffentlichung: 11. Mai 2017 Night Skinny feat. Noyz Narcos                                         |
| Folgende Lieder erschienen nicht als Single, wurden aber durch das Album zum Download und Streaming bereitgestellt und konnten somit eine Platzierung erlangen: |                                 | | |
| |                                 | | |
| 2014 | Stratocaster Rock Steady        | IT97 (2 Wo.)IT | Ensi feat. Noyz Narcos & Salmo                                                                            |
| 2017 | Verme Io in terra               | IT36 Gold · (2 Wo.)IT | Rkomi feat. Noyz Narcos Verkäufe: + 25.000                                                                |
| 2018 | Bastardi senza gloria Sinatra   | IT6 Gold · (4 Wo.)IT | Guè Pequeno feat. Noyz Narcos Verkäufe: + 25.000                                                          |
| 2019 | Street Advisor Mattoni          | IT3 Platin · (7 Wo.)IT | Night Skinny feat. Noyz Narcos, Marracash & Capo Plaza Verkäufe: + 100.000                                |
| 2019 | Mattoni                         | IT11 Gold · (3 Wo.)IT | Night Skinny feat. Noyz Narcos, Shiva, Speranza & Guè Pequeno Verkäufe: + 35.000                          |
| 2019 | Bad People Mattoni              | IT13 (2 Wo.)IT | Night Skinny feat. Noyz Narcos & Fabri Fibra                                                              |
| 2019 | Squame Kety                     | IT80 (1 Wo.)IT | Ketama126 feat. Noyz Narcos                                                                               |
| 2021 | Champagne 4 the Pain Fastlife 4 | IT10 Gold · (4 Wo.)IT | Guè Pequeno & DJ Harsh feat. Gemitaiz & Noyz Narcos Verkäufe: + 35.000                                    |
| 2021 | Ghigliottina Flop               | IT6 Gold · (5 Wo.)IT | Salmo feat. Noyz Narcos Verkäufe: + 35.000                                                                |
| 2022 | Addio Dove volano le aquile     | IT55 (1 Wo.)IT | Luchè feat. Guè & Noyz Narcos                                                                             |
| 2022 | Topboy Sirio                    | IT17 Platin · (4 Wo.)IT | Lazza feat. Noyz Narcos Verkäufe: + 100.000                                                               |
| 2022 | Pochette Eclissi                | IT23 Gold · (2 Wo.)IT | Gemitaiz feat. Noyz Narcos Verkäufe: + 50.000                                                             |
| 2022 | Giorni Contati Botox            | IT5 Platin · (10 Wo.)IT | Night Skinny feat. Noyz Narcos, Paky, Geolier & Shiva Verkäufe: + 100.000                                 |
| 2022 | Coki Botox                      | IT24 (2 Wo.)IT | Night Skinny feat. Guè, Ketama126, Noyz Narcos & Tony Effe                                                |
| 2022 | Millesimati Botox               | IT53 (1 Wo.)IT | Night Skinny feat. J Lord, Lazza, Noyz Narcos & Salmo                                                     |
| 2023 | Roma Dentro                     | IT86 Gold · (1 Wo.)IT | Gazzelle feat. Noyz Narcos Verkäufe: + 50.000                                                             |
| 2024 | Servizio I Nomi del Diavolo     | IT20 (2 Wo.)IT | Kid Yugi feat. Papa V & Noyz Narcos                                                                       |
| 2024 | Praise the Lord Maya            | IT22 Gold · (4 Wo.)IT | Mace feat. Tony Boy, Guè & Noyz Narcos Verkäufe: + 50.000                                                 |
| 2024 | Rito breve Containers           | IT20 (2 Wo.)IT | Night Skinny feat. Noyz Narcos, Simba La Rue & Geolier                                                    |
| 2024 | Mio padre Containers            | IT37 (1 Wo.)IT | Night Skinny feat. Noyz Narcos & Guè                                                                      |
| 2024 | True Story Containers           | IT38 (1 Wo.)IT | Night Skinny feat. Noyz Narcos, Papa V & Artie 5ive                                                       |
| 2025 | Cocco24 Fame                    | IT46 (… Wo.)IT | Jake La Furia & Night Skinny feat. Noyz Narcos, Tony Boy & Papa V                                         |
| 2025 | Dedicated KG                    | IT61 (1 Wo.)IT | Guè & Rasty Kilo feat. Noyz Narcos                                                                        |
| 2025 | Sbang Mentre Los Angeles Brucia | IT94 (1 Wo.)IT | Fabri Fibra feat. Noyz Narcos                                                                             |

## Belege
1. 1 2 3  Daniele Zennaro: Noyz Narcos: il rapper che racconta la vita delle periferie romane. In: Repubblica.it. 5. April 2015, abgerufen am 15. November 2023 (italienisch).
2. ↑  Marta Blumi Tripodi: Noyz Narcos, rap per restare vivi. In: RollingStone.it. 14. April 2018, abgerufen am 9. Mai 2018 (italienisch).
3. ↑  Chartquellen: Alben von Noyz Narcos. In: Italiancharts.com. Hung Medien, abgerufen am 15. November 2023.
hitparade.ch
4. 1 2 3 4 5 6 7 8 9 10 11 12 13 14 15 16 17 18 19 20 21 22 23 24 25 26 27 28 29 30 31 32  Noyz Narcos, certificazioni. FIMI, abgerufen am 6. November 2024.
5. 1 2  Archivio classifiche Top Singoli. FIMI, abgerufen am 6. November 2024 (italienisch).

| Personendaten    | Personendaten                  |
| ---------------- | ------------------------------ |
| NAME             | Narcos, Noyz                   |
| ALTERNATIVNAMEN  | Frasca, Emanuele (Geburtsname) |
| KURZBESCHREIBUNG | italienischer Rapper           |
| GEBURTSDATUM     | 15. Dezember 1979              |
| GEBURTSORT       | Rom                            |